# يو إف سي ليلة القتال: روكهولد ضد برانتش
يو إف سي ليلة القتال: روكهولد ضد برانتش (بالإنجليزية: UFC Fight Night: Rockhold vs. Branch)‏ هو حدث لفنون القتال المختلطة نظمته يو إف سي، أُقيم في 16 سبتمبر 2017، على مركز كونسول للطاقة في بيتسبرغ، بنسيلفانيا، الولايات المتحدة.